# Slow Ride
"Slow Ride" é uma canção composta por Dave Peverett e gravada pela banda de rock britânica Foghat, lançada em seu quinto álbum, Fool for the City, de 1975. Foi o single de maior sucesso da banda, estreando já na 20ª posição. Também foi lançada no álbum ao vivo Foghat Live, de 1977, disco de maior sucesso da banda, com mais de dois milhões de cópias vendidas. Em 2009 foi considerada a 45ª melhor canção de hard rock de todos os tempos pela emissora americana VH1.
Segundo o baterista Roger Earl, a canção foi criada durante uma sessão jam com o então novo baixista Nick Jameson:
| “ | Nick tinha um tocador de cassete e nós gravávamos o que tocávamos lá. Se me lembro bem, a canção inteira foi escrita - a parte do meio e a parte do baixo e a parte do encerramento foram tudo ideias do Nick. Basicamente, Nick escreveu a faixa, mas nós fizemos um jam nela, e Nick cortou umas coisas de modo que a faixa fizesse sentido não importa a direção que tomasse. E aí o Dave [Peverett, então guitarrista e vocalista da banda] disse, 'Eu tenho umas palavras.' É assim que ela surgiu (risos). | ” |

No jogo eletrônico Grand Theft Auto San Andreas, a canção se encontra na rádio K-DST e também está em Guitar Hero III: Legends of Rock.

## Posição nas paradas musicais

### Paradas semanais
| Parada (1975–76)                   | Melhor posição |
| ---------------------------------- | -------------- |
| Canadá (RPM)                       | 14             |
| Estados Unidos (Billboard Hot 100) | 20             |

| Parada (1976)                               | Posição |
| ------------------------------------------- | ------- |
| Canadá                                      | 133     |
| Estados Unidos (Joel Whitburn's Pop Annual) | 133     |